# سسک سقطرا
سسک سُقُطرا (نام علمی: Incana incana) نام یک گونه از خانواده سبدنشینان است.